# Snap (pacchetti software)
Snap è un formato per la distribuzione di pacchetti software ideato da Canonical Ltd. nonché un gestore di pacchetti (talvolta chiamato Snappy) inizialmente sviluppato solo per Ubuntu, ma è adottato anche da altre distribuzioni. È parte di Ubuntu Core, l'utility che possiede un meccanismo per applicare aggiornamenti software.

## Storia
Sviluppato a partire dal 2014, è stato implementato nei dispositivi Ubuntu Touch e dal 14 giugno 2016 altre distribuzioni GNU/Linux hanno introdotto il supporto per tale formato, tramite un apposito gestore: tra di esse, Fedora, CentOS, Debian, Arch Linux e Gentoo. Viceversa è stato fortemente criticato dai gestori di altre distribuzioni quali Mint, in quanto strutturato come uno store chiuso e controllato solo da Canonical. In Ubuntu è stato reso disponibile in modo sperimentale nei repositories a partire dalla versione 16.10 ed i primi pacchetti sono stati introdotti in modo ufficiale nella versione 17.10.

## Descrizione
Uno Snap consente di installare un'applicazione con tutte le librerie di cui ha bisogno, separate dal sistema, vale a dire senza impegnare la versione più recente della libreria presente nel sistema operativo. In questo modo, vengono evitati conflitti di dipendenza fra applicazioni diverse (che richiedono una stessa libreria comune), e diviene possibile avere versioni non aggiornate o molteplici della stessa libreria o programma (all'interno di snap diversi) senza che sia necessario porre mano alla configurazione generale. Il processo eseguito da uno Snap è isolato dagli altri processi del sistema operativo.
L'estensione del formato utilizzata è .snap infatti i pacchetti Snap possono essere installati sia dallo store di Ubuntu che dal pacchetto scaricato a parte; permette di aggiornare i pacchetti senza doverli ricaricare completamente. Gli sviluppatori possono creare pacchetti .snap con l'apposito tool, snapcraft, che permette loro di creare applicazioni desktop, servizi background e tool a linea di comando. Il pacchetto che però gestisce gli snap nel sistema in uso è snapd, il quale si occupa di tutto ciò che riguarda Snap.